# Jeżogłówkowate
Jeżogłówkowate (Sparganiaceae F. Rudolphi) – rodzina roślin jednoliściennych wyróżniana w niektórych systemach klasyfikacyjnych (m.in. system Cronquista z 1981, system Reveala z lat 1994-1999 i 2007). W każdym wypadku takson miał charakter monotypowy – zawierał jeden rodzaj – jeżogłówka (Sparganium L.). W ujęciu Angiosperm Phylogeny Website oraz systemów publikowanych przez Angiosperm Phylogeny Group należące tu rośliny włączane są do rodziny pałkowate Typhaceae. 

## Systematyka
Pozycja i podział rodziny w systemach APG i APweb (2001...)
Takson nie wyróżniany w randze rodziny od system APG III z 2009 (wcześniej, w systemach APG I i APG II, takson miał rangę rodziny). Rodzaj jeżogłówka włączany jest do rodziny pałkowatych (Typhaceae). Rodzina ta stanowi grupę siostrzaną dla rodziny bromeliowatych Bromeliaceae, wraz z którymi tworzy klad bazalny rzędu wiechlinowców (Poales).
Pozycja w systemie Reveala (1994-1999)
Gromada okrytonasienne (Magnoliophyta Cronquist), podgromada Magnoliophytina Frohne & U. Jensen ex Reveal, klasa jednoliścienne (Liliopsida Brongn.), podklasa komelinowe (Commelinidae Takht.), nadrząd Typhanae Thorne ex Reveal, rząd pałkowce (Typhales Dumort.), rodzina jeżogłówkowate (Sparganiaceae F. Rudolphi.
Podział według Reveala
- podrodzina: Sparganioideae Link
  - plemię: Sparganieae Dumort.
    - rodzaj: Sparganium L. – jeżogłówka